# Speinshart

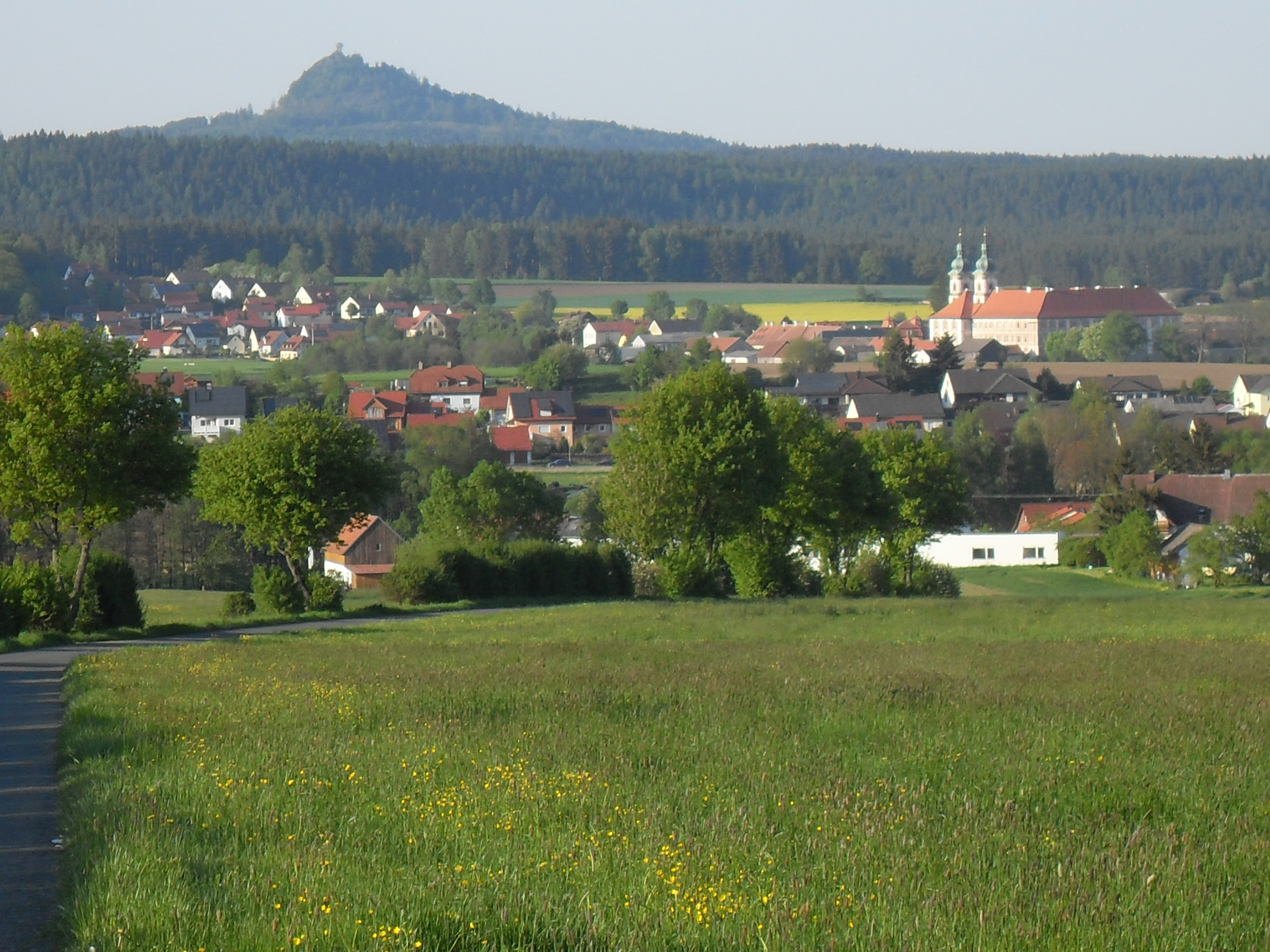
Blick auf Speinshart mit dem Kloster und dem Rauhen Kulm im Hintergrund

Speinshart ist eine Gemeinde im Oberpfälzer Landkreis Neustadt an der Waldnaab. Die Gemeinde ist Mitglied der Verwaltungsgemeinschaft Eschenbach. Bekannt ist der Ort Speinshart durch seine Abtei.

## Geografie

### Geografische Lage
Speinshart liegt in der Planungsregion Oberpfalz-Nord zwischen der Stadt Eschenbach in der Oberpfalz und der Stadt Neustadt am Kulm im oberpfälzischen Hügelland.

### Gemeindegliederung
Es gibt 13 Gemeindeteile (in Klammern ist der Siedlungstyp angegeben), die sich auf vier Gemarkungen verteilen:
| Gmk. Speinshart                                                                                                | Gmk. Tremmersdorf                                                                     | Gmk. Seitenthal                                                | Gmk. Pichlberg    |
| --- | ------------------------------------------------------------------------------------- | -------------------------------------------------------------- | ----------------- |
| - Speinshart (Pfarrdorf) - Münchsreuth (Dorf) - Haselhof (Weiler) - Kellerhaus (Weiler) - Süßenweiher (Einöde) | - Tremmersdorf (Kirchdorf) - Höfen (Weiler) - Haselbrunn (Dorf) - Herrnmühle (Einöde) | - Seitenthal (Dorf) - Barbaraberg (Dorf) - Dobertshof (Weiler) | - Zettlitz (Dorf) |

## Geschichte

### Bis zur Gründung der Gemeinden
1145 gründeten Adelvolk von Reifenberg, seine Frau Richenza und seine beiden Brüder das Kloster Speinshart und übergaben es den Prämonstratensern. Die Abtei war 1556 im Zuge der Reformation in der Oberen Pfalz aufgehoben und 1661 vom Kloster Steingaden aus wiederbesiedelt. Der Ort kam im Dreißigjährigen Krieg zum Kurfürstentum Bayern und bildete bis zur Säkularisation 1803 eine geschlossene Hofmark des Klosters. Das Kloster kam nach der Säkularisation zunächst in staatlichen Besitz und beherbergte später unter anderem den Pfarrhof, eine Schule und das Forstamt. Die Landgemeinden Speinshart, Tremmersdorf und Seitenthal wurden 1818 durch das Gemeindeedikt in Bayern eingerichtet.

### 20. Jahrhundert
1921 wurde die weiträumige Klosteranlage auf Vermittlung des Münchner Domherrn Prälat Michael Hartig zurückgegeben. Die Prämonstratenser des Stifts Tepl im Egerland gründeten das Kloster neu. 1923 wurde Speinshart wieder eine Abtei.

### Gründungslegende
Die Gründungslegende von Speinshart und dem Kloster lautet: „Im Jahre 1150 verirrte sich die Gattin des Grafen von Reifenberg zusammen mit einer Freundin in den Sümpfen. Sie kamen immer weiter hinein und fanden keinen Ausweg mehr. Da betete die Gräfin zu Gott und versprach, ein Kloster bauen zu lassen, wenn sie gerettet werden würden. In der Ortschaft machte sich der Graf große Sorgen um seine Gattin und beschloss, sie mit einigen Männern zu suchen. Als die Männer nach langer Suche die beiden Frauen fanden, fiel die Gräfin ihrem Gatten in die Arme und erzählte ihm von ihrem Versprechen. Daraufhin schickte der Graf, seinen Schimmel in den Wald. An der Stelle, an der der Schimmel dreimal hielt, sollte der Grundstein für das Kloster gesetzt werden. So geschah es. Der Schimmel blieb inmitten der Sümpfe dreimal an der gleichen Stelle stehen. Der Graf ließ die Sümpfe trockenlegen und setzte dort den Grundstein des Klosters.“

### Eingemeindungen
Im Zuge der Gebietsreform in Bayern wurden am 1. Juli 1972 die Gemeinde Tremmersdorf und Teile der Gemeinden Pichlberg und Seitenthal eingegliedert.

### Einwohnerentwicklung
| Jahr      | 1961 | 1970 | 1987 | 1991 | 1995 | 2000 | 2005 | 2010 | 2015 | 2020 |
| --------- | ---- | ---- | ---- | ---- | ---- | ---- | ---- | ---- | ---- | ---- |
| Einwohner | 953  | 974  | 1030 | 1095 | 1136 | 1116 | 1174 | 1138 | 1102 | 1110 |

Zwischen 1988 und 2018 wuchs die Gemeinde von 1022 auf 1114 um 92 Einwohner bzw. um 9 %.

## Politik

### Bürgermeister
Erster Bürgermeister ist seit 1996 Albert Nickl (CSU).

### Gemeinderat
Die Gemeinderatswahlen seit 2014 ergaben folgende Sitzverteilungen:
| Wahljahr | Sitze | Sitze | Sitze |
| Wahljahr | CSU   | FW    | Grüne |
| 2020     | 9     | 2     | 1     |
| 2014     | 8     | 2     | 2     |

### Wappen
|  | Blasonierung: „In Rot ein silberner Zinnenturm, beseitet rechts von einem beblätterten goldenen Lilienstängel, links von einer goldenen Inful.“ |
|  | |

## Baudenkmäler
- Kloster Speinshart mit Kirche Maria Immaculata
- Kirche St. Peter und Paul in Tremmersdorf

## Wirtschaft und Infrastruktur

### Wirtschaft einschließlich Land- und Forstwirtschaft
Es gibt 2016 nach der amtlichen Statistik insgesamt 124 sozialversicherungspflichtig Beschäftigte am Arbeitsort, davon 26 im Bereich Handel, Verkehr, Gastgewerbe und keine im produzierenden Gewerbe. Sozialversicherungspflichtig Beschäftigte am Wohnort gibt es insgesamt 477.
Im verarbeitenden Gewerbe gibt es 2020 einen Betrieb, im Bauhauptgewerbe keinen. Zudem bestehen im Jahr 2020 26 landwirtschaftliche Betriebe mit einer landwirtschaftlich genutzten Fläche von 1276ha, davon 755 Hektar Ackerfläche.

### Bildung
Es gibt folgende Einrichtungen:
- zwei Kindergärten: 62 Kindergartenplätze mit 59 Kindern (Stand 2022)
- eine Grundschule: „Am Rauhen Kulm“ mit 110 Schülern (Stand 2024/25)

### Sport
Siehe: 24-Stunden-Mofarennen von Speinshart

## Persönlichkeiten

### Söhne und Töchter des Ortes
- Johannes Speth (1664–nach 1719), deutscher Organist
- Alois von Erhardt (1831–1888), Bürgermeister der Stadt München 1870–1887
- Georg Girisch (* 1941), Politiker

### Persönlichkeiten, die in Speinshart gewirkt haben
- Johann Georg von Gleißenthal (1507–1580), deutscher Abt in der Reformation, Führer der Prälatenbank in der Oberpfalz und Viztum der Oberen Pfalz
- P. Gereon Motyka OPraem (1892–1969), Prior des Klosters Speinshart